# Мугл
Му́глы (яп. モーグリ Мо:гури) — вымышленные существа, регулярно появляющиеся в играх франшизы Final Fantasy начиная с третьей части, а также в серии игр Mana и Kingdom Hearts. Внешне они похожи на помесь кошки и поросёнка с красным или жёлтым помпончиком на голове и маленькими крыльями летучей мыши за спиной.
Обычно муглы выполняют в игре определённую функцию: например, с их помощью игрок может сохранять свой прогресс или покупать предметы; в некоторых же случаях они помогают в битве или даже становятся игровыми персонажами. Муглы получили большую популярность среди фанатов и критиков, и считаются маскотами серии Final Fantasy. Их изначальный внешний вид и роль была высоко оценена, однако последующее изменение дизайна в Fabula Nova Crystallis Final Fantasy было встречено неоднозначно.

## Создание
Муглов создал дизайнер объектов Коити Исии, работавший над Final Fantasy III для платформы NES. В интервью, опубликованном на сайте Forbes, вышедшем на тридцатую годовщину релиза Final Fantasy III, Исии рассказал, что изначально эта идея пришла к нему ещё в начальной школе:

Именно я придумал муглов, когда учился ещё в начальной школе. […] Тогда я рисовал разнообразных фантастических существ и всё в таком роде. Мне нравились коалы и другие не слишком популярные животные вроде плащеносных ящериц. Но коалы нравились мне особенно, поэтому я рисовал полностью белых существ, похожих на них, […] а также что-то наподобие летучих мышей, которые цепляются за потолок — всё в таком духе. Белые коалы с крыльями как у летучих мышей; ещё они могут надуться и парить в воздухе. Крылья нужны для того, чтобы контролировать направление движения, а не для того, чтобы махать ими и лететь.— Коити Исии
Хиромити Танака, продюсер игры Final Fantasy III, рассказал в интервью для Screen Rant, что изначально муглы должны были быть расой, живущей в пещерах, и им не уделялось никакого особенно внимания:

Как бы вам объяснить… Я не помню, чтобы этим персонажам мы уделяли какое-то серьёзное внимание или планировали важную роль для них; я даже не думаю, что они были особенно запоминающимися. Это были просто одни персонажи из многих, и мы добавили их просто потому, что хотели кем-нибудь заселить эти пещеры. Это была раса пещерного народа; мы никак не думали, что они станут маскотами.— Хиромити Танака
«Инфразрение» — способность муглов видеть в темноте — была заимствована из Dungeons & Dragons, в которой подобным талантом обладают гномы и эльфы.
В Final Fantasy XIV также появился босс «Добрый король муглов Мог». Изначально вместо него планировалось добавление Левиафана и Титана, но после случившегося в 2011 году землетрясения в Японии, введение персонажей, использовавших цунами и землетрясения в качестве особых способностей, показалось разработчикам неудачным решением
Мо: гури , японская транслитерация слова «мугл», — это словослияние, состоящее из могура (яп. 土竜, крот) и ко:мори (яп. 蝙蝠, летучая мышь). Обычно у муглов белый мех, а из головы растёт своеобразный усик, на котором располагается красный или жёлтый шарик (помпон). Также у муглов маленькие красные или фиолетовые крылышки и ушки, напоминающие кошачьи или кроличьи. Зачастую они завершают каждое предложение словом купо (яп. クポー купо:). Их любимая еда называется Орех купо. В некоторых играх серии муглы выступают как призываемые существа, помогающие отряду в бою.

## Появления
Впервые муглы появились в игре Final Fantasy III, которая вышла в 1990 году; здесь они играют роль телохранителей волшебника Доги. Вне серии Final Fantasy муглы впервые фигурировали в Secret of Mana (1993), где они имели коричневатый оттенок шерсти и больше напоминали кошек. Кроме того, в серии Mana появился эффект состояния «мугл»: персонаж с таким эффектом сам превращался в мугла на определённое время. В Final Fantasy VI (1994) представители этой расы впервые научились разговаривать, стали игровыми персонажами, и обзавелись помпоном на голове. Таким образом, муглы появлялись практически во всех последующих частях Final Fantasy: они исполняли разнообразные роли, а их внешность немного менялась от игры к игре. Помимо этого, они встречались в таких спин-оффах, как Final Fantasy Tactics и Crystal Chronicles. В серии Kingdom Hearts муглы были владельцами магазинов синтеза, где игрок мог создать новое оборудование, используя найденные материалы.
В ряде других игр Final Fantasy фигурировали аксессуары и предметы одежды, связанные с муглами. Так, в Final Fantasy X Лулу использовала в качестве оружия куклу мугла, в Final Fantasy X-2 игрок мог экипировать Юну костюмом мугла, а в Lightning Returns: Final Fantasy XIII присутствовало платье, сделанное из кукол муглов. Костюм мугла также появляется в Final Fantasy XV на карнавале чокобо.

## Восприятие
Как и другие маскоты серии — чокобо и кактуары — муглы стали продаваться как сопутствующая продукция по тематике Final Fantasy. Иногда такая продукция выпускалась совместно с другими компаниями: например, с Universal Studios Japan и Sony Interactive Entertainment для игры Everybody's Golf, выпущенной в 2017 году. К числу подобной продукции относятся мягкие игрушки, брелки для ключей, рождественские пироги и кондитерские изделия для свадеб.
Square Enix заключила партнёрство с японской свадебной компанией и предложила новую услугу: настоящая свадьба в стиле Final Fantasy, на которой присутствует гигантский виртуальный мугл. Большая кровать в виде мугла была подарена японскому магазину у дома Lawson за победу в конкурсе.
Официальный австралийский журнал PlayStation в одной из статей заявил: «Ничто так не воплощает дихотомию симпатичности для взрослых игроков как мугл». В этой же статье муглы названы «классными маленькими грызунами, которые смотрелись вполне органично верхом на вашем рабочем мониторе», а также охарактеризованы как «настолько симпатичные, что в мыслях поневоле всплывает сверло ударной дрели». Журналист Kotaku назвал муглов своими «самыми любимыми персонажами компьютерных игр», а также «крутыми и прелестными». При этом он раскритиковал их дизайн в игре Final Fantasy XIII-2, назвав его «отвратительным». На этом же сайте Добрый король муглов Мог был назван «одним из самых запоминающихся боссов Final Fantasy XIV». Однако ездовое животное Толстый мугл, появившееся в этой же игре, было встречено игроками негативно, так как за него требовалось отдельно заплатить 40 долларов.
Внешний вид муглов в Final Fantasy Crystal Chronicles был положительно оценен на сайте Polygon; они был охарактеризованы как «прелестные существа, похожие на кошек». Однако их английское озвучивание было подвергнуто критике, так как оно, по мнению рецензента, «испортило их милый облик»; помимо этого, негативного отзыва удостоился Мог — мугл, помогающий игроку. Голос муглов в играх Final Fantasy XIII-2 и Final Fantasy Type-0 был раскритикован на сайте Push Square: «Мы бы очень хотели, чтобы вернулись те мугли, которые не звучат как большие любители гелия».